# Marmota bobak
Pour les articles homonymes, voir Bobak (homonymie).
Espèce
Statut de conservation UICN

 LC  : Préoccupation mineure
Répartition géographique
Le Bobak, la marmotte Bobak ou marmotte des steppes (Marmota bobak) est une espèce de marmottes (mammifère fouisseur et hibernante de l'ordre des rongeurs), scientifiquement décrite par Müller en 1776. Elle forme des familles et groupes sociaux marqués.
C'est un animal emblématique des steppes d'Europe de l'Est.
C'est une espèce non considérée comme menacée sur la liste rouge de l'UICN, mais qui a disparu d'une grande partie de son aire naturelle de répartition et qui continue à régresser, par exemple en Ukraine.

## Aire de répartition
Son aire naturelle ou potentielle de distribution est mal connue, car cette espèce a régressé en raison de la chasse qu'on lui a donné, ou de la destruction de ses habitats par l'agriculture, le surpâturage ou le pâturage par les vaches qui diminuent la biomasse en végétaux disponibles pour cette marmotte, et qui diminue aussi la diversité de cette végétation selon une étude de Ronkin & Savchenko (2004).
Son aire potentielle de répartition couvre au moins l'Europe de l'Est et du Nord-Est et s'étend jusqu'au centre du Kazakhstan,. 

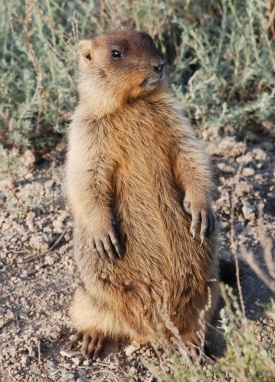
Une marmotte bobak en observation.

C'est surtout une espèce caractéristique des prairies naturelles de la partie occidentale et centrale de la grande steppe eurasienne ainsi que des steppes boisées, et dans une moindre mesure jusqu'aux steppes semi-arides du Kazakhstan. Elle tient une place écologique importante dans ces milieux ouverts en étant l'un des principaux herbivores et en étant la proie de plusieurs prédateurs. Ses terriers, comme ceux d'autres rongeurs de la steppe, jouent un rôle non négligeable dans la formation et la structure des sols, qui influencent à leur tour la végétation. Mais elle peut également peupler tous types de prairies en zone tempérée. Elle peuple aussi des friches et établit des terriers en bordures de champs des zones cultivées dans les régions où elle est encore abondante. Il est probable que les déboisements opérés par l'homme pour le pastoralisme aient favorisé une certaine expansion de cette espèce vers le Nord et l'Ouest en Europe centrale à partir du Néolithique, comme pour d'autres espèces de la steppe, mais elle y a disparu par la suite car elle était relativement facile à chasser.
Cette marmotte peut encore aujourd’hui être observée dans certaines steppes d'Europe de l'Est (principalement en Ukraine et en Russie) ainsi qu'en Asie centrale. On la trouve encore en Biélorussie, mais elle vivait aussi autrefois (jusqu'au XVIIIe siècle au moins) en Pologne.
Elle semble moins rare entre les rivières Siversky et Don dans les Oblasts de Kharkiv et de Louhansk en Ukraine et dans les pays et régions voisines en Russie et à l'est du Kazakhstan.
Les fossiles montrent qu'elle était présente dans l'Oural durant le Pléistocène
Dans les steppes plus orientales, la marmotte bobak est remplacée par d'autres espèces vicariantes très apparentées: Marmota baibacina, Marmota sibirica, Marmota menzbieri.

## Description
Elle ressemble beaucoup à la marmotte des Alpes, mais elle est un peu plus grande et son pelage est un peu plus court et uniforme, avec moins de gris. Ses pattes et sa queue sont aussi légèrement plus courtes. La marmotte bobak est parfois considérée comme le pendant eurasiatique du chien de prairie d'Amérique du Nord, mais en plus rond, plus lourd et prenant une attitude plus décontractée quand elle est en alerte.
En zone froide, cette espèce est active environ 5 mois et demi dans l'année. Il semble que le stimulus qui fait qu'elle entre en hibernation est la température externe de l'air ; le réchauffement climatique pourrait donc augmenter sa durée d'activité.

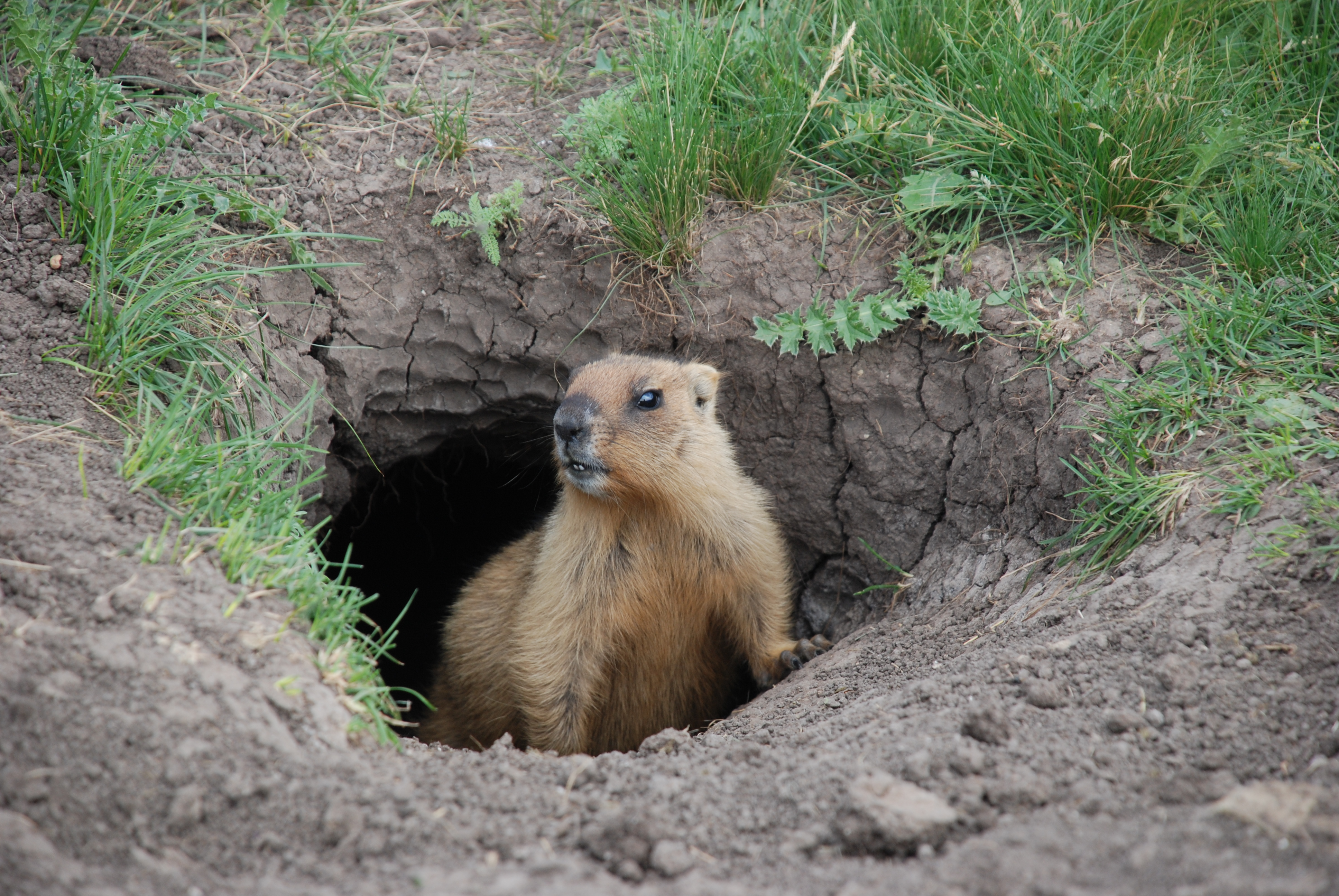
Une marmotte sortant de son terrier. Striltsivskyi Step Réserve Naturelle, Ukraine
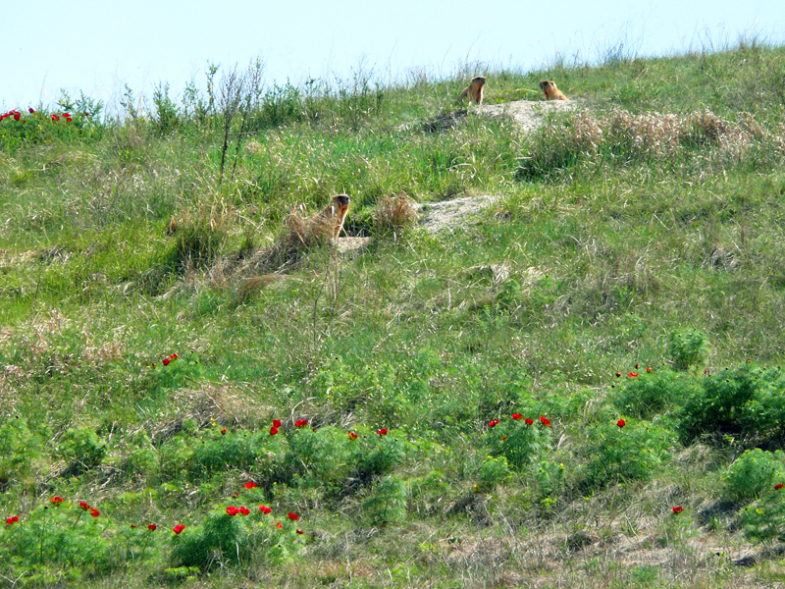
Une famille de marmotte dans la steppe russe au printemps.
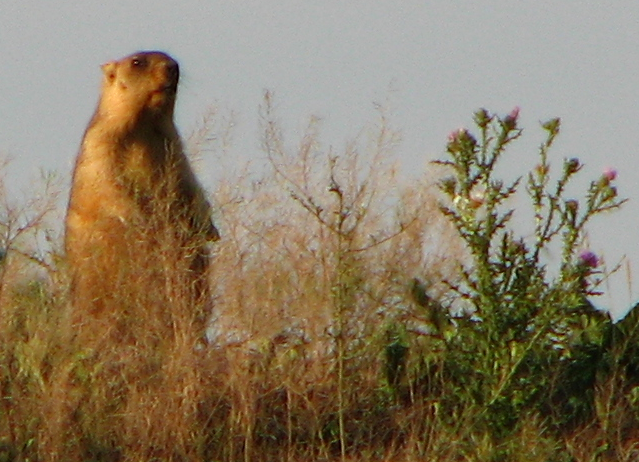
Comme toutes les marmottes, la bobak observe très régulièrement son environnement.
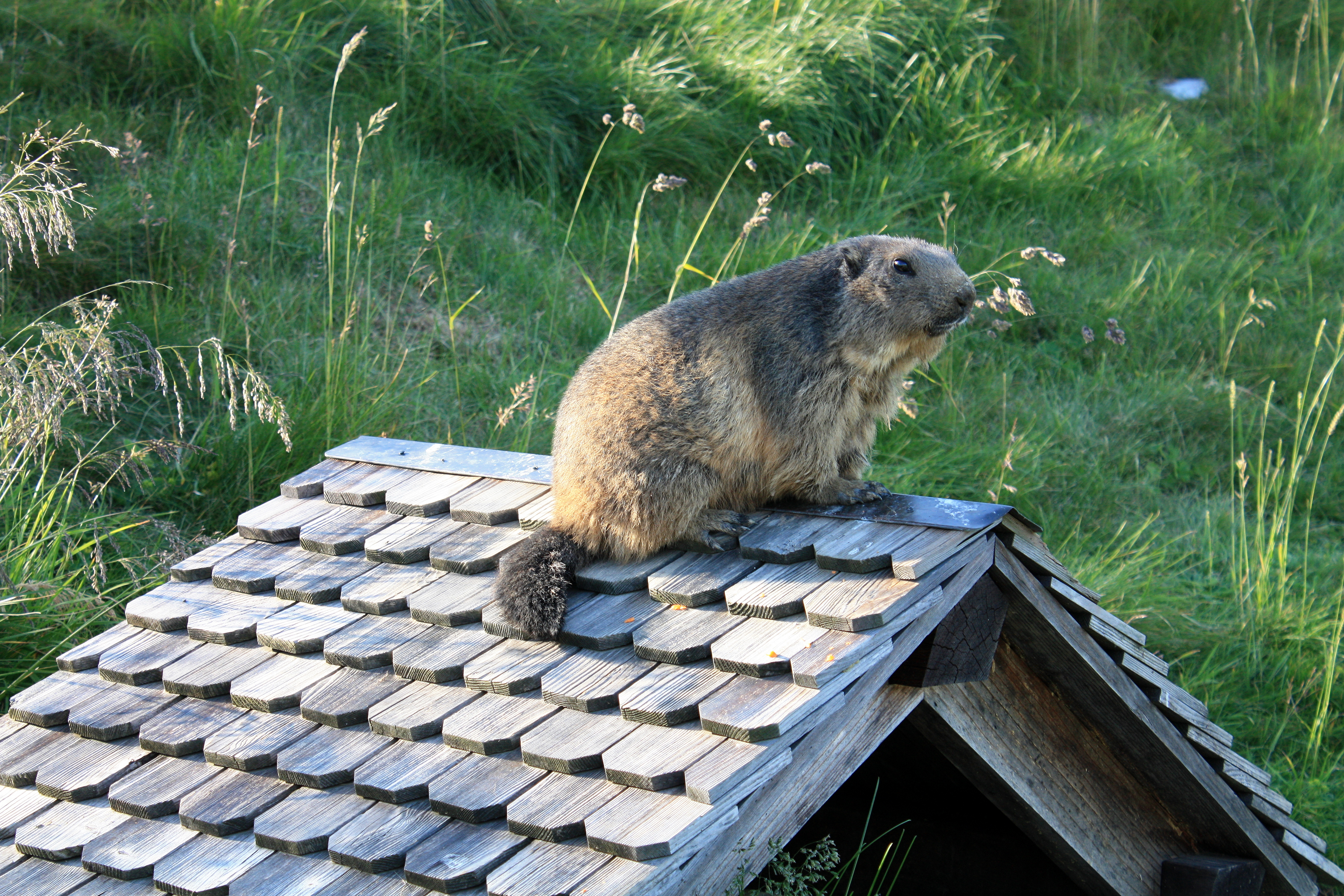
Un spécimen dans un zoo en Suisse.
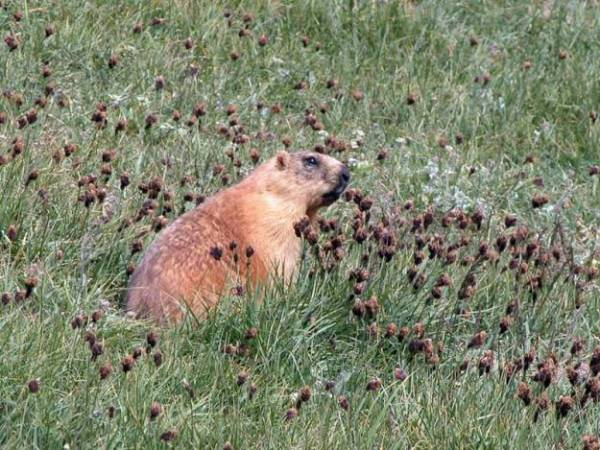
Une marmotte dans la steppe.
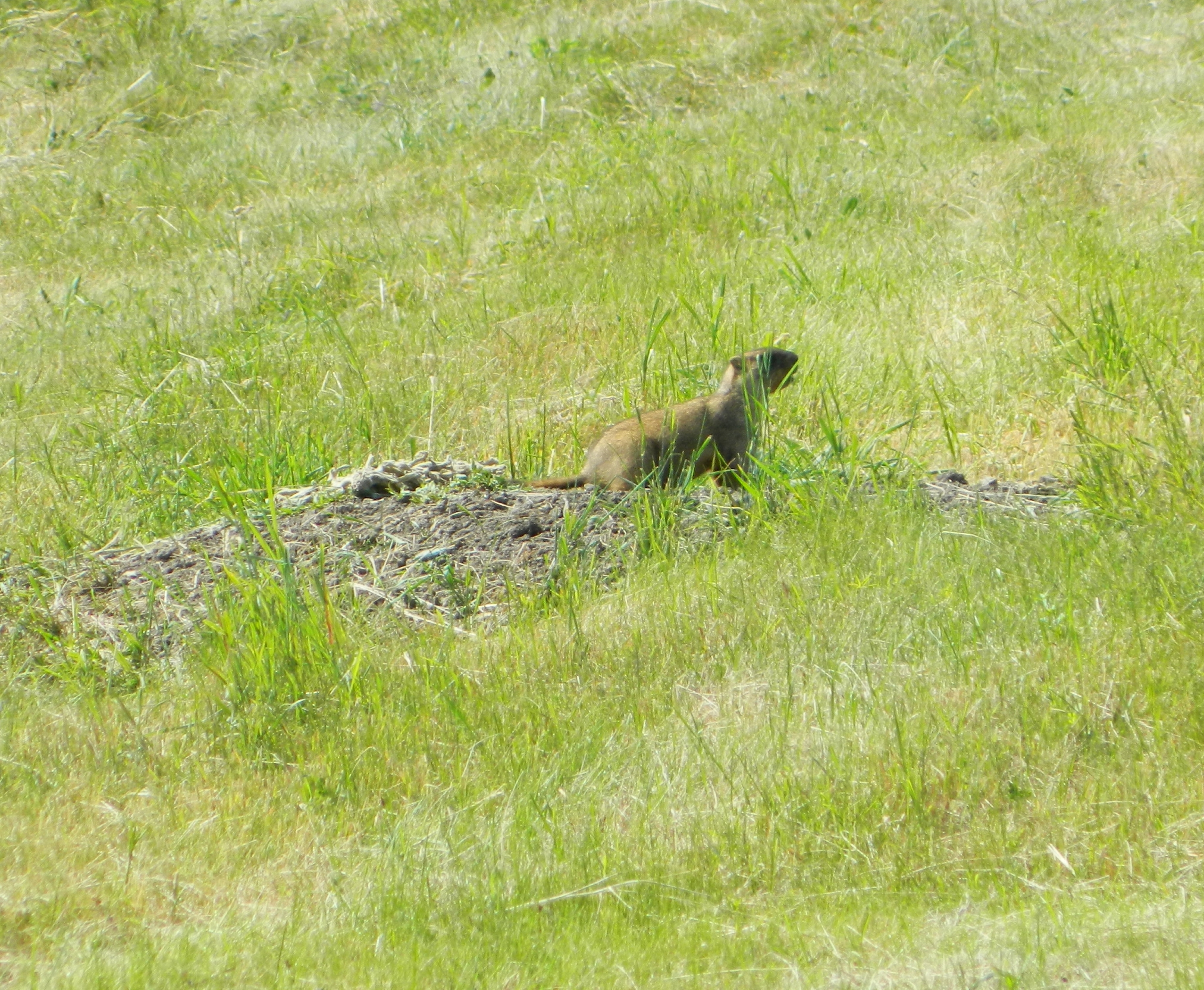
Le baybak près de son trou. Parc paysager régional "Dykansky", Ukraine

## Reproduction
La maturité sexuelle des femelles n'est pas atteinte avant la 3e année.
Chaque portée contient en moyenne un peu plus de 5 petits (dont plus de la moitié mourront assez rapidement, victime de la prédation ou de maladie).
Environ 60 % des femelles adultes se reproduisent à plusieurs reprises dans une même année.
Les Bobak ont un cri d'alarme caractéristique, mais des études ont montré que les marmottes bobak appellent plus vite quand elles vivent en terrain escarpé et moins vite quand elles vivent en plaine.

## Dispersion
À partir du groupe familial, des disperseurs quittent le groupe social natal après leur deuxième année.

## État des populations, pressions et menaces
Cette marmotte est vulnérable aux changements de destination des sols et aux changements de la flore 
Comme d'autres marmottes, le bobak est sensible et vulnérable à la peste bubonique.
Une population de Bobak vivant dans les montagnes de l'Oural est soupçonné d'avoir joué un rôle de réservoir de l'épidémie de peste bubonique qui a frappé l'ouest de la Russie à la fin du XIXe siècle, d'autant plus facilement que les prédateurs carnivores qui pouvaient jouer un rôle sanitaire y étaient pourchassés (loups, lynx, ours...) .

## Utilisation
Les Marmottes Bobak font partie des espèces qui ont servi d'aliment de repli durant les famines qui ont sévi en Ukraine et elles auraient ainsi sauvé beaucoup d'Ukrainiens, de Russes et Soviétiques depuis environ un siècle[réf. nécessaire].
Leur fourrure est utilisée pour faire des chapeaux et occasionnellement des manteaux.
Une ferme expérimentale de reproduction et d'élevage de marmottes bobak a été créée près de Moscou pour la production de fourrure en captivité.

## Représentation, symbolique
La marmotte bobak est un symbole de l'Oblast de Louhansk en Ukraine. Elle figure sur le blason et sur les armoiries de certains de ses "raions" (districts).